# Isla del Rey (ö i Chile)
Isla del Rey är en ö i Chile.   Den ligger i regionen Región de Los Ríos, i den södra delen av landet, 700 km söder om huvudstaden Santiago de Chile.
I omgivningarna runt Isla del Rey växer i huvudsak städsegrön lövskog. Runt Isla del Rey är det ganska tätbefolkat, med 160 invånare per kvadratkilometer.